# Bataille d'Altenheim
Guerre de Hollande
Batailles
- Groenlo (06-1672)
- Solebay (06-1672)
- Coevorden (06-1672)
- Nimègue(07-1672)
- Groningue (07-1672)
- Saint-Lothain (02-1673)
- Schooneveld (1re) (06-1673)
- Maastricht (06-1673)
- Schooneveld (2de) (06-1673)
- Texel (08-1673)
- Bonn (11-1673)
- Arcey (01-1674)
- Pesmes (02-1674)
- Gray (02-1674)
- Scey-sur-Saône (03-1674)
- Chariez (03-1674)
- Vesoul (03-1674)
- Arbois (03-1674)
- Orgelet (03-1674)
- Besançon (04-1674)
- Dole (05-1674)
- Sinsheim (06-1674)
- Salins (06-1674)
- Belle-Île (06-1674)
- Lure (07-1674)
- Faucogney (07-1674)
- Sainte-Anne (07-1674)
- Fort-Royal (07-1674)
- Seneffe (08-1674)
- Entzheim (10-1674)
- Mulhouse (12-1674)
- Turckheim (01-1675)
- Stromboli (02-1675)
- Fehrbellin (06-1675)
- Salzbach (07-1675)
- Consarbrück (08-1675)
- Altenheim (08-1675)
- Alicudi (01-1676)
- Agosta (04-1676)
- Philippsburg (05-1676)
- Palerme (06-1676)
- Maastricht (07-1676)
- Valenciennes (11-1676)
- Tobago (03-1677)
- Saint-Omer (03-1677)
- Cambrai (03-1677)
- La Peene (Cassel) (04-1677)
- Ypres (03-1678)
- Rheinfelden (07-1678)
- Saint-Denis (08-1678)

La bataille d'Altenheim oppose le 1er août 1675, pendant la guerre de Hollande près d'Altenheim, dans l'actuelle commune de Neuried (Bade-Wurtemberg) les troupes françaises par le marquis de Vaubrun et le duc de Lorges, et une armée impériale sous le commandement de Raimondo Montecuccoli, Alexandre de Bournonville et Aeneas Sylvius de Caprara.
Après deux mois de manœuvres, le précédent commandant français, le maréchal Turenne, avait réussi à créer une occasion d'attaquer l'armée impériale. Le 27 juillet, alors qu'il passait en revue sa position près de Salzbach, il est tué d'un coup de canon. Il n’avait pas désigné de successeur et l'armée française était paralysée par des querelles de commandement entre le duc de Lorges et le marquis de Vaubrun.
Le 31 juillet, les Français se retirent sur le Rhin, en utilisant le pont d'Altenheim, mais seule une partie de l'armée réussit à traverser, laissant la majorité du côté allemand. Alors qu'elle reprenait la traversée le 1er août, l'armée impériale attaqua et coupa à un moment donné sa retraite en capturant Altenheim.
Une série de charges de la cavalerie française reprit le pont, mais, dans l'une d'elles le marquis de Vaubrun fut tué. La bataille s'est terminée tard dans la journée, les deux camps subissant de lourdes pertes. Bien que les Français aient sauvé leur armée, ils ont perdu l'initiative établie par Turenne.

## Préambule
La France et les Provinces-Unies considéraient les Pays-Bas espagnols comme essentiels pour leur sécurité et leur commerce, ce qui en a fait une zone contestée tout au long du XVIIe siècle. La France en occupa une grande partie lors de la guerre de Dévolution de 1667 à 1668, avant de la rendre à l'Espagne lors du traité d'Aix-la-Chapelle en 1668. Après cela, Louis XIV décide que la meilleure façon d'imposer des concessions aux Hollandais était de les vaincre en premier.
Lorsque la guerre de Hollande éclate en mai 1672, les troupes françaises envahissent rapidement une grande partie des Pays-Bas, mais en juillet, la position néerlandaise s'est stabilisée. Le succès inattendu de cette offensive encouragea Louis XIV à faire des demandes excessives, tandis que l'inquiétude face aux gains français amena le soutien aux néerlandais du Brandebourg-Prusse, de l'empereur Léopold et de Charles II d'Espagne. En août 1673, une armée impériale entre en Rhénanie. Confrontés à la guerre sur plusieurs fronts, les Français renoncent à la plupart de leurs gains antérieurs.
En janvier 1674, le Danemark rejoint la coalition anti-française, suivie du traité de Westminster en février, qui met fin à la troisième guerre anglo-néerlandaise. Les Alliés acceptent de se concentrer sur l'expulsion de la France de ses positions restantes aux Pays-Bas, tandis qu'une armée impériale ouvre un deuxième front en Alsace. Turenne, commandant français en Rhénanie, reçoit l'ordre de les empêcher de pénétrer dans l'est de la France ou de faire la jonction avec les Hollandais.
Utilisant un mélange d'agressivité, de vitesse et d'audace, il remporte en 1673 une série de victoires sur les impérialistes, bien qu'il soit en infériorité numérique. La campagne qui commence en juin 1674 et qui se termine avec sa mort en juillet 1675 a été décrite comme « peut-être la plus brillante campagne de Turenne ». Il combat Bournonville jusqu'à la bataille d'Entzheim au début d’octobre, suivi d'une attaque hivernale surprise (en), qui se termine par la victoire à la bataille de Turckheim en janvier 1675. Turenne confirme sa domination psychologique sur Bournonville et, en le coupant de Strasbourg, empêche une invasion de l'Alsace.
Au printemps, Bournonville est renforcé par 25 000 hommes sous le commandement de Raimondo Montecuccoli, l'un des rares généraux que ses contemporains considèrent comme l'égal de Turenne. À la fin du mois de mai, l'armée impériale est en mouvement, dans le but de rétablir le contact avec Strasbourg. Les deux mois suivants se passèrent en une série de marches et de contre-marches, Turenne cherchant toujours à rester en contact étroit avec les impérialistes, un certain nombre d'affrontements mineurs eurent lieu, Vaubrun étant blessé lors du combat de Wagshurts le 24 juillet.
La géographie locale limitait les opérations à un couloir relativement étroit entre la rive gauche du Rhin et la Forêt-Noire. Les pluies persistantes de la première quinzaine de juin rendirent les déplacements presque impossibles, d'autres facteurs tels que la nécessité de rester près des rivières pour recevoir des approvisionnements et le manque de fourrage pour la cavalerie et le transport. À la fin du mois de juillet, Montecuccoli atteignit Großweier (de), près de Salzbach, où il s'arrêta et attendit qu'Énée de Caprara le rejoigne depuis Offenburg. Ayant décidé d'attaquer, le 27 juillet, Turenne était en reconnaissance des positions de son artillerie lorsqu'il fut tué par un coup de canon.

## La bataille
La mort de Turenne, d'abord cachée aux troupes, est rapidement devenue de notoriété publique, affectant gravement le moral des Français. Il n'avait pas désigné de successeur, ses adjoints étaient son neveu, le duc de Lorges, et le marquis de Vaubrun, qui était l'officier le plus ancien. Selon le marquis de Feuquières, ils passèrent les trois jours suivants à se disputer pour savoir qui devait prendre le commandement, tirant à un moment donné l'épée l'un contre l'autre au milieu du camp.
Le résultat fut que les Français tinrent simplement leur position, et les deux armées passèrent les trois jours suivants à se bombarder l'une et l'autre. Le 29 juillet, la cavalerie impériale attaqua le village voisin de Willstätt, dans l'espoir de capturer le train de bagages français et de rétablir une communication directe avec Strasbourg. L'attaque fut repoussée, mais le danger de leur position força de Lorge et de Vaubrun à faire des compromis, en acceptant de changer de commandement tous les jours. Le 31 juillet, les Français se dirigent vers le pont sur le Rhin à Altenheim, une petite ville de l'État allemand moderne du Bade-Wurtemberg. ce faisant, Montecuccoli fait une autre tentative sur Willstätt.
L'ennemi étant si proche, de Lorges et de Vaubrun se disputaient maintenant pour savoir s'il fallait faire traverser le Rhin à leurs hommes le plus tôt possible, en laissant les bagages derrière eux, ou les sauver, et courir le risque de voir l'armée divisée. Ils se mirent d'accord sur ce dernier point, car leurs troupes étaient naturellement opposées à l'idée d’abandonner leurs possessions personnelles, mais à la nuit tombée le 31, Vaubrun et l'avant-garde étaient sur la rive française du Rhin, laissant le corps principal sous les ordres de de Lorges de l'autre.
De Lorges commença à traverser tôt le matin du 1, mais pour atteindre le pont d'Altenheim, ils devaient d'abord traverser le Schutter (de). Bien qu'il s'agisse d'un obstacle relativement mineur, il causa tout de même un retard et donna à Montecuccoli l'occasion de détruire la plus grande partie de l'armée française.
L'arrière-garde française était composée de la brigade de Champagne et de deux régiments britanniques, dont un composé en grande partie d'irlandais catholiques, commandés par George Hamilton (en). L'un de ses officiers subalternes était Patrick Sarsfield, qui a fourni des détails sur la bataille dans une lettre envoyée peu de temps après. Il écrit que vers 10 h, ils furent attaqués par le principal de l'armée impériale, tandis que la cavalerie légère croate tentait de couper simultanément leur retraite en prenant le pont d'Altenheim. Mais celui-ci était défendu par seize escadrons et huit bataillons. 
Les Français se trouvaient alors dans une situation très dangereuse, mais ils reprirent Altenheim après une série de charges de cavalerie désespérées, au cours desquelles le marquis de Vaubrun fut tué. Selon Sarsfield, les combats se poursuivirent jusqu'à 18 h 30, l'arrière-garde française repoussant les attaques répétées sur le pont. Les Impériaux subirent plus de 4 500 pertes, neuf drapeaux et sept canons et les Français environ 3 000, dont 1 200 morts. Les deux régiments britanniques perdirent 700 tués ou blessés sur 1 400 engagés.

## Conséquences
Les Français se retirèrent à Sélestat et Condé en prit le commandement, malgré son mauvais état de santé. Ce sera d'ailleurs sa dernière campagne. Le 11 août, une force française de 15 000 hommes envoyée pour relever Trèves est battue à Consarbrück et Trèves se rend en septembre. Estimant la force impériale à plus de 30 000 hommes, et ne voulant pas risquer de perdre la seule armée française restante en Rhénanie, Condé prit position dans la ville fortifiée de Châtenois. Montecuccoli tenta de l'attirer, mais avec la cavalerie française qui attaquait ses lignes d'approvisionnement et l'hiver qui approchait, il abandonna la tentative. Dans la première semaine de novembre, son armée traversa à nouveau le Rhin et prit ses quartiers d'hiver.